# Веле Смилевски
Веле Смилевски (на македонска литературна норма: Веле Смилевски) е поет, есеист и литературен критик от Северна Македония.

## Биография
Роден е в 1949 година в демирхисарското Ново село, тогава в Югославия. Завършва магистратура и защитава докторат във Филологическия факултет „Блаже Конески“ на Скопския университет. Работи като журналист във вестник „Нова Македония“ и редактор в книгоиздателството „Мисла“ и Македонската радио-телевизия. Кореспондент на радиото в Прага от 1994 до 1997 г. Работи като научен съветник в Института за македонска литература и преподава журналистика в Юридическия факултет в Скопие. Председателства Съвета на Стружките вечери на поезията.
Член е на Дружеството на писателите на Македония от 1972 година и е негов председател до 2004 година. Член е и на Македонския ПЕН център.
Той е баща на известния македонски писател Гоце Смилевски.

## Творчество
- Слика што согорува (поезия, 1974),
- Кафез (поезия, 1978),
- Диши длабоко (поезия, 1985),
- Одзив на здивот (поезия, 1987),
- Крстопати на зборот (критики и есета, 1987),
- Критички нотес (1988),
- Поетика на сонот (студия, 1988),
- Подвижни точки (поезия, 1990),
- Книжевни посланија (критики и есета, 1991),
- Гребнатинки (поезия, 1992),
- Процеси и дела (критики и огледи, 1992),
- Аспекти на македонската книжевност 1945-1985 (книжовно-историческа студия, докторска дисертация, 1993),
- Фокусирања (критики и есета, 1998),
- Аспекти на новинарската теорија и практика – жанрови (студия, 1999),
- Литературни студии (2000),
- Педесет песни (поезия, 2000).
- Полицајка в кревет (роман, 2012)[1]

Съавтор е на петтомното издание „Македонската книжевност во книжевната критика“ (1973). Съставител е на книгите: „Македонска поезија ХХ век“ (1989), „Македонскиот расказ“ (1990). Съавтор на публикацията „Литературен преглед“ (1980-1985).
Носител е на наградите: „Млад борец“, „13 ноември“, „Кръсте Мисирков“, Наградата за най-добра критика в Македония, и орден за поезия „Сергей Есенин“ (Русия)